# 長谷川瑞希
長谷川 瑞希（はせがわ みずき、2000年1月11日- ）は、京都府出身の松竹芸能タレントスクール生。身長158cm、体重55.8kg（2022年8月9日公開時点）。

## 人物
- 松竹芸能養成所に2000年6月から通い、女優を目指している。
- ラーメン屋、焼肉屋、居酒屋でバイトをしている。
- 家族構成は父、母、弟（7歳下）、妹（2歳下）、猫5匹（メス4匹、オス1匹（三毛猫が3匹、雉虎猫が2匹））。
- 好きな食べ物は白米とお肉、バナナジュース、高カカオチョコレート。
- 嫌いな食べ物は梅干し、レーズン、柿、ピーナッツバター、シナモン、ニッキ、ドライフード。
- 好きなスポーツはバスケットボール、バレーボール。
- 好きな色は白、黒。
- 好きな俳優は菅田将暉、イ・ジョンソク、吉沢亮、山崎賢人。

## エピソード
- 2020年7月20日、森脇健児のYouTubeチャンネル（やる気!元気!森脇チャンネル）にダイエット企画「人は走るだけで痩せることができるのか!?」で初登場。
- 個人のYouTubeチャンネルのチャンネル名は森脇健児につけてもらった。⇒やる気！元気！瑞希チャンネル
- 2020年7月 - 2021年6月、走るだけのダイエット企画を1年間やった結果、体重-1.4kg・体脂肪率-2.8％・ウエスト-7.8cmと微妙な結果に終わった。
- 2022年5月 ｰ 7月、タカヤマラソンの高山の指導により、食事制限、筋トレをして、結果痩せられた。ダイエット企画開始日より体重ｰ6.8kg・体脂肪率ｰ6.2%・ウエストｰ12cm痩せ、ダイエット企画終了に終えた。
- 2024年3月9日、ダイエット企画終了後、YouTubeで見なくなったが約2年ぶりに森脇健児のYouTubeチャンネル企画「法輪寺チャレンジ」に参加となった。
- 2025年5月9日、Instagramにて結婚と出産を発表した。[2]

### 人は走るだけで痩せることができるのか!?企画
食事制限無し、筋トレ無しの毎日走るだけで現量できるのかを検証する企画。
2021年2月5日の配信で、筋トレ無しから筋トレを毎日する事に変更された。
2021年3月17日の配信で、あまりにも痩せないからライバルとして森脇健児陸上部から、瀬尾紗由里が参戦。
TATTA ～RUNNET連動GPSトレーニングアプリで毎日の走行距離がチェックできる。
| #      | 動画公開日     | 体重            | 体脂肪率       | 筋肉量          | 体内年齢    | ウエスト        |
| ------ | -------------- | --------------- | -------------- | --------------- | ----------- | --------------- |
| 1      | 2020年7月20日  | 62.6kg          | 36.7%          | 37.3kg          | 39才        | 83cm            |
| 2      | 2020年8月7日   | 62.3kg (-0.3g)  | 36.3% (-0.4%)  | 37.3kg (±0kg)   | 38才 (-1才) | 80cm (-3cm)     |
| 3      | 2020年8月21日  | 63.1kg (+0.8kg) | 35.7% (-0.6%)  | 38.2kg (+0.9kg) | 37才 (-1才) | 81cm (+1cm)     |
| 4      | 2020年9月4日   | 62.5kg (-0.6kg) | 36.0% (+0.3%)  | 37.7kg (-500g)  | 37才 (±0才) | 79cm (-2cm)     |
| 5      | 2020年9月18日  | 62.1kg (-0.4kg) | 35.8% (-0.2kg) | 37.5kg (-200g)  | 37才 (±0才) | 77.5cm (-1.5cm) |
| 6      | 2020年10月7日  | 59.6kg (-2.5kg) | 34.1% (-1.7%)  | 37.0kg (-500g)  | 33才 (-4才) | 76cm (-1.5cm)   |
| 7      | 2020年10月23日 | 62.2kg (+2.6kg) | 36.2% (+2.1%)  | 37.4kg (+400g)  | 37才 (+4才) | 78cm (+2cm)     |
| 8      | 2020年11月6日  | 59.6kg (-2.6kg) | 33.6% (-2.6%)  | 37.3kg (-100g)  | 31才 (-6才) | 77cm (-1cm)     |
| 9      | 2020円11月20日 | 60.3kg (+0.7kg) | 32.6% (-1%)    | 38.3kg (+1kg)   | 29才 (+2才) | 76cm (-1cm)     |
| 10     | 2020年12月4日  | 59.4kg (-0.9kg) | 32.1% (-0.5%)  | 38.0kg (-0.3kg) | 28才 (-1才) | 76.5cm (+0.5cm) |
| 11     | 2020年12月18日 | 58.8kg (-0.6kg) | 32.2% (+1.1%)  | 37.0kg (-1kg)   | 30才 (+2才) | 75.5cm (-1cm)   |
| 12     | 2021年1月15日  | 58.7kg (-0.1kg) | 32.1% (-01.1%) | 37.5kg (+0.5kg) | 28才 (+1才) | 76.5cm (+1cm)   |
| 13     | 2021年1月29日  | 59.7kg (+1kg)   | 33.1% (+1%)    | 37.6kg (+0.1kg) | 30才 (+2才) | 76.5cm (±0cm)   |
| 14     | 2021年2月5日   | 59.2kg (-0.5kg) | 32.7% (-0.4%)  | 37.5kg (-0.1kg) | 31才 (+1才) | 77.5cm (+1cm)   |
| 15     | 2021年2月19日  | 58.8kg (-0.4kg) | 32.5% (-0.2%)  | 37.4kg (-0.1kg) | 30才 (-1才) | 73.5cm (-4cm)   |
| 16     | 2021年3月3日   | 59.8kg (+1kg)   | 32.4% (-0.1%)  | 38.0kg (+0.6kg) | 30才 (±0才) | 73.5cm (±0cm)   |
| 17     | 2021年3月17日  | 60.8kg (+1kg)   | 33.6% (+1.2%)  | 38.0kg (±0kg)   | 33才 (+3才) | 75.3cm (+1.8cm) |
| 18     | 2020年3月21日  | 59.6kg (-1.2kg) | 33.0% (-0.6%)  | 37.6kg (-04kg)  | 31才 (-2才) | 75cm (-0.3cm)   |
| 19     | 2021年4月14日  | 59.7kg (+0.1kg) | 32.3% (-0.7%)  | 38.0kg (+0.4kg) | 30才 (-1才) | 74.5cm (-0.5cm) |
| 20     | 2021年4月30日  | 60.7kg (+1kg)   | 33.3% (+1%)    | 38.1kg (+0.1kg) | 32才 (+2才) | 74.8cm (+0.3cm) |
| 21     | 2021年5月14日  | 60.1kg (-0.6kg) | 31.5% (-1.8%)  | 38.7kg (+0.6kg) | 28才 (-4才) | 75.6cm (+0.8cm) |
| 22     | 2021年5月28日  | 61.6kg (+1.5kg) | 33.9% (+2.4%)  | 38.3kg (-0.4kg) | 34才 (+6才) | 75.8cm (+0.2cm) |
| 最終回 | 2021年6月11日  | 61.2kg (-0.4kg) | 33.9% (±0%)    | 38.1kg (-0.2kg) | 34才 (±0才) | 75.2cm (-0.6cm) |

### 人間は運動を止めると太るのか?企画
ダイエット企画からしばらく連絡を取らず、プチドッキリという形で走っていないと太っているのかを検証。
| # | 動画公開日    | 体重            | 体脂肪率       | 筋肉量          | 体内年齢    | ウエスト      |
| - | ------------- | --------------- | -------------- | --------------- | ----------- | ------------- |
| 1 | 2021年9月15日 | 60.8kg (-0.4kg) | 34.1% (+0.2kg) | 37.7kg (-0.4kg) | 34才 (±0才) | 78cm (+2.8cm) |

### 人は4ヶ月真剣にマラソンに打ち込んだら痩せているのか検証企画
痩せて絞れていると言うコメントが来ているので、久々に測ったら何キロなのか検証。
| # | 動画公開日    | 体重            | 体脂肪率       | 筋肉量          | 体内年齢    | ウエスト    |
| - | ------------- | --------------- | -------------- | --------------- | ----------- | ----------- |
| 1 | 2022年3月28日 | 63.0kg (+2.2kg) | 34.7% (+0.6kg) | 38.7kg (+1.0kg) | 36才 (+2才) | 76cm (-2cm) |

### 【シン・ダイエット企画】体重が減って痩せたら走るのが早くなるのか？企画
タカヤマラソン・高山さんにの指導により、食事制限、筋トレをして、痩せたら走るのが早くなんのかを検証。
足が早くなったか3500m走で検証したが、18分28秒と言う事で、走る練習をしなかったら足が遅くなる事がわかたった。
結果、痩せるだけでは足が早くなる事はなかった。
| # | 動画公開日    | 体重            | 体脂肪率      | 筋肉量          | 体内年齢    | ウエスト    |
| - | ------------- | --------------- | ------------- | --------------- | ----------- | ----------- |
| 1 | 2022年6月10日 | 62.3kg (-0.7kg) | 35.4% (+0.7g) | 38.0kg (-0.7g)) | 38才 (+2才) | 測定せず    |
| 2 | 2022年7月22日 | 59.1kg (-3.2kg) | 33.1% (-2.3%) | 37.3kg (-0.7kg) | 33才 (-5才) | 76cm        |
| 3 | 2022年8月9日  | 55.8kg (-3.3kg) | 30.5% (-2.6%) | 36.6kg (-0.7kg) | 27才 (-6才) | 71cm (-5cm) |

## スポーツ関連
- なにわ淀川マラソン（2022年3月27日）
  - 開会式で挨拶[3]
  - 完走（4時間23分17秒　76位/175位）[4]
- 第10回大阪マラソン[5]（2022年2月27日）※コロナの影響で開催中止[6]
- eo光プレゼンツ「法輪寺チャレンジ！」[7]（2024年3月9日）
  - 現場リポート[8]
  - 第２ウェーブ　長谷川瑞希（初級）

## 出演

### テレビ
- やる気！元気！森脇チャンネル（2020年8月6日 - 、eo光チャンネル） - レギュラー

### YouTube
- やる気！元気！森脇チャンネル（2020年7月20日 - ） - レギュラー
- 犬殿（2022年6月15日 - ） - レポーター